# Полонез (яхта)
Яхта «Полонез» — польська вітрильна яхта, кеч, на якій польський яхтсмен Кшиштоф Барановський в 1972–1973 роках наодинці обійшов навколо світу.[джерело?]

## Історія
Яхта «Полонез» була спроєктована і побудована в Щецині на військово-морській верфі морських яхт ім. Леоніда Теліги.
Капітан Кшиштоф Барановський на яхті «Полонез» брав участь в перегонах одинаків через Атлантику — OSTAR, а в 1972–1973 роках здійснив на ній одиночне навколосвітнє плавання.[джерело?]
В 1973 році яхта була передана яхт-клубу Військово-морської академії в Щецині. В 1976–1977 роках капітан Барановський, його дружина і діти пройшли на яхті «Полонез» Атлантичний океан, Великі озера та річку Міссісіпі.
В 1987 році Морська академія в Щецині продала яхту бізнесмену і яхтовому туристу Леху Ґробельнему.[джерело?]
На початку 2000-х років яхта була придбана варшавською компанією, повністю відремонтована до святкування 13 червня 2008 в Щецині Дня моря.

## Конструкція та технічні параметри
- Озброєння: кеч
- Водотоннажність: 12 т.
- Довжина: 13.8 м.
- Ширина: 3.8 м.
- Осадка: 2.2 м.
- Площа вітрил: 80 м².